# Pornhub
Pornhub is een pornografisch videoplatform, opgericht op 25 mei 2007. In maart 2010 werd het bedrijf gekocht door MindGeek (toen bekend als Manwin), die tal van andere pornografische websites bezit. De site is internationaal beschikbaar, maar is geblokkeerd door enkele afzonderlijke landen, zoals de Filipijnen en India. De website biedt onder andere virtual reality-porno en organiseert jaarlijks de Pornhub Awards.
Sinds maart 2020 staat Pornhub op de tiende plek van de meest bezochte websites ter wereld. In de categorie adult websites staat het op de tweede plaats; op de eerste plek staat XVideos. In augustus 2020 stond Pornhub op de 56ste positie van Alexa.
Er zijn incidenten gemeld waarbij Pornhub niet-consensuele pornografie host. Het bedrijf is bekritiseerd vanwege de trage of ontoereikende reacties op sommige van deze incidenten, waaronder de hosting van het spraakmakende kanaal "GirlsDoPorn", dat in 2019 werd gesloten na een rechtszaak en beschuldiging van sekshandel.

## Geschiedenis
Pornhub werd opgericht door webontwikkelaar Matt Keezer als een website binnen het bedrijf Interhub, en werd gestart op 25 mei 2007. In maart 2010 werd het bedrijf gekocht door Fabian Thylmann als onderdeel van het Manwin-conglomeraat, nu bekend als Aylo. Thylmann verkocht in 2013 zijn belang in het bedrijf aan het senior management, Feras Antoon en David Tassillo. Als onderdeel van Aylo vormt Pornhub een van de vele pornografische websites in het "Pornhub Network" van het bedrijf, naast YouPorn, RedTube en dergelijke.
Op de website kunnen bezoekers pornografische video's bekijken uit een aantal categorieën, waaronder professionele- en amateurpornografie. Gebruikers kunnen video's delen op sociale media en "leuk" of "niet leuk" stemmen. Optioneel kunnen gebruikers ook een Pornhub-account registreren, wat ze in staat stelt om opmerkingen te plaatsen, lijsten samen te stellen en video's te uploaden en downloaden. Video's kunnen ook gemarkeerd worden als de inhoud in strijd is met de richtlijnen van de website.
In een poging om kwaliteitscontrole op de site te introduceren, lanceerde het bedrijf in oktober 2013 een service genaamd "Pornhub Select". Pornhub startte op 9 oktober 2013 ook een website voor content beheer, genaamd "PornIQ". Op PornIQ wordt een algoritme gebruikt om gepersonaliseerde video-afspeellijsten samen te stellen voor de kijker. Dit wordt gedaan op basis van een aantal factoren, waaronder hun pornovoorkeuren, het tijdstip van de dag dat ze de website bezoeken, in welk deel van de wereld ze leven en de hoeveelheid tijd die de kijker heeft om de video te bekijken. David Holmes van PandoDaily merkte op dat de gegevens intensieve methode het onderscheidde van eerdere pogingen tot door gebruikers gegenereerde afspeellijsten, en een nieuwe trend markeerde in de overstap van zoeken naar inhoud naar passieve beheer tussen Web 2.0 websites.
In juni 2015 kondigde Pornhub aan dat het een pornofilm zou maken met echte seks in de ruimte, genaamd "Sexplorations". De site hoopte om in 2016 de missie te lanceren en de film op te nemen. De kosten voor de preproductie en postproductie zou de site zelf dekken, maar voor de productie zelf werd gevraagd naar $ 3,4 miljoen van IndieGogo crowdfunders. Indien gefinancierd, zou de film gepland zijn voor een release in 2016, na zes maanden training voor de twee artiesten en de zeskoppige crew. Echter werd maar $ 236 duizend opgehaald, waardoor het project niet doorging.
Op 1 februari 2016 startte Pornhub een online casino met spellen van Betsoft, Endorphina en 1x2gaming. Als 1 aprilgrap voor 2016 werd de voorpagina van de website veranderd naar CornHub, met video's van suikermaïs met seksueel aantrekkelijke titels. In 2018 gebeurde hetzelfde, maar dan met hoorns, de voorpagina werd toen HornHub.
In oktober 2017 kondigde vice-president Corey Price aan dat Pornhub computervisie en kunstmatige intelligentie zou gebruiken om video's op de website te identificeren en te taggen met informatie over de artiesten en seksuele handelingen. Price zei dat het bedrijf van plan was om zijn volledige bibliotheek vanaf begin 2018 te scannen.
In maart 2020 bracht de website zijn eerste niet-seksuele inhoud uit, een documentaire genaamd Shakedown. Het onderwerp van de documentaire was een zwarte lesbische stripclub in Los Angeles aan het begin van de jaren 2000.
Eind 2020 bleek er uit een opiniestuk in The New York Times dat er filmpjes van kindermisbruik en verkrachtingen op de website zouden staan. In reactie hierop stopte Mastercard en Visa met het verwerken van betalingen voor de pornosite. Pornhub haalde vervolgens 80% van alle filmpjes offline. De weggehaalde filmpjes waren geüpload door niet-geverifieerde gebruikers; alleen filmpjes geüpload door pornostudio's of door pornomodellen bleven online. De offline gehaalde filmpjes zijn niet verwijderd. Pornhub is namelijk van plan om in 2021 een verificatiesysteem te introduceren voor reguliere gebruikers.

De geboorte van Venus, door Botticelli (ca. 1485)

In juli 2021 introduceerde de site een galerie met wat gezien werd als erotische kunst, zoals Geboorte van Venus, van Sandro Botticelli, Adam en Eva van Jan Gossaert, L'Origine du Monde van Gustave Courbet, Venus van Urbino van Titiaan, Le déjeuner sur l'herbe van Édouard Manet, Les Grandes Baigneuses van Paul Cézanne. Pornoactrice Asa Akira gaf uitleg bij de kunstwerken. Het Italiaanse Uffizi museum eist dat Pornhub de beeltenis van het beroemde schilderij De Geboorte van Venus verwijdert. Volgens het museum wordt er commercieel gebruik gemaakt van hun afbeeldingen zonder toestemming.